# Edward Toms
Edward Toms   (Hillingdon, 11 de desembre de 1899 - Wareham, 2 de gener de 1971) va ser un atleta anglès que va competir durant la dècada de 1920.
El 1924 va prendre part en els Jocs Olímpics de París, on disputà dues proves del programa d'atletisme. Guanyà la medalla de bronze en la prova dels 4x400 m relleus, formant equip amb George Renwick, Richard Ripley i Guy Butler. En els 400 metres quedà eliminat en sèries.
En el seu palmarès també destaca el campionat de l'AAA de 1924.

## Millors marques
- 200 metres llisos. 21.9" (1923)
- 400 metres llisos. 50.0" (1924)[1][2]